# Ponte Bianco (Misia)
Il Ponte Bianco (turco: Akköprü) era un ponte romano attraverso il fiume Granico in Misia, nel nord-ovest dell'odierna Turchia. Presumibilmente costruito nel IV secolo, ai tempi dell'Impero ottomano apparteneva all'importante strada verso Gallipoli sui Dardanelli. La struttura fu lodata dai primi viaggiatori europei per la sua raffinata costruzione e il suo rivestimento di marmo ma, come molti monumenti antichi, fu saccheggiata per ricavarne materiale edilizio durante il XIX secolo.

## Esplorazione
Il Ponte Bianco fu menzionato per la prima volta da Edmund Chishull nel 1699, che lo trovò ancora intatto. Tra i visitatori successivi vi furono William Turner nel 1815, Pëtr Aleksandrovič Čichačëv nel 1847 e Arthur W. Janke negli anni 1890, che concordarono tutti che la struttura fosse di origine antica.
Turner descrisse un ponte romano di grande magnificenza di mattoni e piccole pietre, con muri di contenimento in marmo pregiato. Era costituito da otto archi, i quattro più grandi che attraversavano il fiume, fiancheggiati da due aperture più piccole su ciascuna delle due rive. La luce della volta maggiore era di diciotto passi, la sua larghezza di otto. Piccole camere ad arco immediatamente sotto la pavimentazione riducevano il carico del ponte; camere di alleggerimento simili appaiono anche nei ponti antichi vicini come il Ponte sul Macesto e il Ponte sull'Esepo, inducendo Frederick William Hasluck a postulare un'origine comune sotto il regno dell'imperatore Costantino I.
Ottant'anni più tardi, Janke poteva ancora identificare parecchi archi semicircolari sulla riva sinistra, insieme a pilastri che mostravano conci levigati di 100 × 50 cm, come era caratteristico per la costruzione dei ponti romani. Neanche un decennio più tardi, tuttavia, Hasluck trovò essenzialmente solo un arco con la volta di tegole del piedritto occidentale e un pilastro adiacente, il ponte essendo stato nel frattempo saccheggiato per ricavare il materiale di costruzione per la strada Karabogha–Boghashehr (turco: Karaboğa-Boğazşehir). La luce poteva ancora essere stabilita in 2,70 m (8,9 ft), la larghezza del piano stradale in 7,40 m (24,3 ft). Le parti superiori rimanenti mostravano riparazioni turche eseguite in maniera abborracciata con pietrisco grossolano e tegole.
L'attuale stato dei resti del Ponte Bianco è ignoto; non è elencato nella compilazione dei ponti romani di O'Connor.